# مايك دورانت
مايك دورانت (بالإنجليزية: Mike Durant)‏ هو لاعب كرة قاعدة أمريكي، ولد في 14 سبتمبر 1969 في كولومبوس في الولايات المتحدة.

## وصلات خارجية
- مايك دورانت على موقعبيزبول رفرنس.كوم (الدوري الرئيسي) (الإنجليزية)
- مايك دورانت على موقعبيزبول رفرنس.كوم (الدوري الثانوي) (الإنجليزية)